# Алгски езици
Алгските (също и Алгонкин-Юрок-Уийот или Алгонкин-Ритван) езици (на английски: Algic languages) са семейство езици на коренното население в Северна Америка. По-голямата част от езиците в това семейство спадат към Алгонкинските езици, разпространени в широк ареал от Скалистите планини до Атлантическия океан. Останалите езици в семейството са Юрок и Уийот, които са били разпространени в Северозападна Калифорния.
Терминът „Алгик“ за първи път е използван от Хенри Роу Скулкрафт в неговите изследвания публикувани през 1839 г. Името обаче не се утвърдило тогава. Народите, които той нарекъл „Алгик“ (идва от Алигени и Атлантически океан) по-късно са класифицирани към Алгонкинските езици. Когато през 1929 г. Едуард Сапир предполага генетична връзка между Алгонкинските езици и езиците Юрок и Уийот той прилага този термин към всички тях. По-късно той продължил да се прилага и от другите лингвисти. Отначало някои Алгонкинисти отхвърлят твърденията за връзка между тези езици. Впоследствие е постигнат компромис. Това противоречие в началото на класифицирането на езиците на Северна Америка остава известно като „Спора Ритван“, тъй като преди това езиците Юрок и Уийот били в отделно семейство наречено „Ритван“.
Днес все още няма научен консенсус къде е прародината на Алгските езици. Според Айвис Годард тя била западно от Големите езера, а на тези на Юрок и Уийот в района на река Колумбия. Според класификацията на Годард (1996 г.) и на Митун (1999 г.) Алгик се състои от три основни подразделения – Юрок, Уийот и Алгонкин.